# Битва при Аль-Рахибе
Битва при Аль-Рахибе — сражение Второй итальянско-ливийской войны, произошедшее 28 марта 1927 года между Санусиийским орденом под предводительством Омара аль-Мухтара и итальянскими войсками, в котором сануситы одержали громкую победу.

## Ход битвы
После сражений сануситов в Эль-Джебель-эль-Ахдаре под предводительством Омара аль-Мухтара в январе 1927 года сануситы затем отправились на территории Джебель-эль-Убайда, поскольку это стало местом для сбора и реорганизации их сил на этих плодородных землях. По итальянским сообщениям, для нападения на тамошних итальянцев у сануситов было всего 350 человек. Итальянцы опасались, что эта сила может воодушевить покорённые итальянцами племена, что поставит их в опасное положение. Именно тогда итальянцы решили нанести удар.
27 марта в 21:00, итальянские силы из 12 офицеров и 744 солдат под командованием майора Пасси проверили марш и направились в сторону Джардас аль-Абида, для прибытие туда в 6:00 утра следующего дня. Они направились в густые леса, где встретили сопротивление сануситов. По мере продолжения марша атаки увеличивались, пока они не достигли впадины Аль-Рахиб, где они сражались с сануситами. Итальянцам удалось занять несколько высоких позиций; однако сануситы контратаковали спереди, одновременно окружив их.
Итальянский лидер решил, что они больше не могут достичь своей цели, и приказал отступать. Сануситы преследовали их и воспользовались разобщенностью, происходящей среди итальянцев, а также их знанием территории, что позволило им окружить итальянцев и разделить их, что привело к гибели многих итальянцев. Из-за недооценки численности сануситов итальянцы потеряли 6 офицеров и 340 человек.
Это поражение потрясло центр и престиж итальянцев и побудило губернатора Аттилио Теруцци инициировать ряд военных и политических мер в попытке нанести удар по движению сопротивления.